# Céu de Allah
Céu de Allah - Contos Orientais é um livro infanto-juvenil de 1927 assinado por Malba Tahan, sendo o 2º livro de Júlio César de Melo e Sousa assinado com este pseudônimo.
O livro é composto por 23 contos do mundo árabe (entre eles “O livro do destino”, “Os três homens iguais” e “O mendigo das moedas de ouro”") com ensinamentos e lições de moral, onde é pregado sabedoria, honestidade e humildade.
Esse livro recebeu uma menção honrosa da Academia Brasileira de Letras, em 1930.

## Contos
- Os Três Homens Iguais
- O Livro do Destino
- O Ladrão de Vida e Morte
- O Último dos Três
- O Navio Mendigo
- O Tapete de Nazir Eddin
- O Peão e o Rei
- Os Gestos
- A Moeda de Ouro
- As Sentenças do Sultão
- O Juiz e o Papagaio
- O Marreco Dourado
- A Ciência do Não
- A Estranha Aventura de Nabuck
- Na Oitava Casa da Vida
- A Teoria de Sid Al-Zarif